# Tim Declercq
Tim Declercq (* 21. März 1989 in Löwen) ist ein belgischer Radrennfahrer.

## Karriere
Als Juniorenfahrer gewann Declercq 2007 eine Etappe der Münsterland-Tour.
Im Jahr 2010 wurde er Sechster der U23-Ausgabe des Klassikers Paris–Roubaix. Im nächsten Jahr gewann Declercq den belgischen U23-Meistertitel im Straßenrennen.
Von 2012 bis 2016 fuhr Declercq für das belgische Professional Continental Team Topsport Vlaanderen. In dieser Zeit konnte er 2012 und 2013 das Eintagesrennen Internationale Wielertrofee Jong Maar Moedig für sich entscheiden.
Anschließend wechselte er Declercq zum UCI WorldTeam Quick-Step Floors und entwickelte sich zu einem der geschätztesten Helfer im Straßenradsport, der von seinen Kollegen in einer Umfrage des Internetportals cyclingnews.com zum besten Domestiken gewählt wurde. Wegen seiner Tempohärte trägt er den Spitznamen El Tractor. Zu seinen besten individuellen Ergebnissen gehört Platz fünf beim Omloop Het Nieuwsblad 2020. Bei seinem dritten Start bei der Tour de France 2021 gewann er die inoffizielle Lanterne Rouge als Letzter der Gesamtwertung.
Tim Declercq ist der Sohn des Kabarettisten Karel Declercq.

## Erfolge
2011
- Belgischer Meister – Straßenrennen (U23)

2012
- Internationale Wielertrofee Jong Maar Moedig

2013
- Internationale Wielertrofee Jong Maar Moedig

2019
- Bergwertung Algarve-Rundfahrt

## Grand-Tour-Platzierungen
| Grand Tour            | 2017 | 2018 | 2019 | 2020 | 2021 | 2022 | 2023 | 2024 |
| --------------------- | ---- | ---- | ---- | ---- | ---- | ---- | ---- | ---- |
| Giro d’ItaliaGiro     | –    | –    | –    | –    | –    | –    | –    | –    |
| Tour de FranceTour    | –    | DNF  | –    | 127  | 141  | –    | 118  | DNF  |
| Vuelta a EspañaVuelta | 129  | –    | 78   | –    | –    | –    | –    | –    |